# 別れの茶摘歌
『別れの茶摘歌』（わかれのちゃつみうた）は、1957年（昭和32年）7月2日に公開された日本映画。製作は連合プロ。配給は東宝。モノクロ、スタンダード。同時上映は『忘却の花びら 完結編』。
島倉千代子主演の歌謡映画シリーズ。貧しい茶畑農家の娘の初恋や友情を牧歌的に描く。

## キャスト
- 坂田千代：島倉千代子[3]
- 井上道子：扇千景
- 坂田やす子：北川町子[3]
- 井上達夫（道子の兄）：平田昭彦
- 坂田次郎（千代の弟）：伊東隆[3]
- 井上葉子（達夫の妻）：津山路子[3]
- 野沢秀雄（千代の従兄、商船大学生）：大塚国夫
- 坂田とめ（千代の母）：本間文子[3]
- 坂田礼吉（千代の父）：小杉義男[3]
- 井上静子（道子の母）：三條利喜江
- 井上増吉（道子の父、お茶問屋亭主）：山田巳之助
- 木掛三吉：太刀川洋一[3]
- 村の女妙子：花村菊江[3]
- まつ：中野俊子[4]
- 村の青年隆：加藤雅夫[3]

## スタッフ
以下のスタッフ名は特に記載のない限り東宝に従った。
- 製作：竹井諒
- 脚本：本多猪四郎、竹中弘祐
- 音楽：竹岡信幸
- 撮影：栗林実
- 美術：阿久根巌
- 録音：山元三弥[5]
- 照明：田中義男
- 助監督：船床定男
- 監督：本多猪四郎